# Жакто
Жакто (рус. Жакто) слатководно је језеро глацијалног порекла смештено на крајњем југоистоку Псковске области, односно на западу европског дела Руске Федерације. Административно припада Куњском рејону. Налази се између знатно већег Жижичког језера на северу и Двињ-велинског језера на југозападу. Преко своје једине отоке, реке Жижице повезано је са басеном Западне Двине и Балтичким морем.
Површина језерске акваторије је око 4,7 км², или око 466 хектара, док се на језеру налази и неколико мањих остваца укупне површине око једног хектара. Просечна дубина воде у језеру је око 2,5 метара, док максимална дубина досеже до 4,2 метра. Површина сливног подручја је око 403,4 км².
Обале Жижичког језера ниске и деломично јако замочварене. Дно је неравно, у централном делу јако муљевито док су у литоралном подручју песак и местимично шљунак и камен.
На обали језера налазе се села Цернаково, Узмењ, Јамишче и Кочегарово.